# Drago Perović
Drago Perović (Gorica, Trebinje mellett, 1888. szeptember 20. – Zágráb, 1968. január 6.), boszniai származású horvát orvos, akadémikus, egyetemi tanár, a Zágrábi Egyetem rektora.

## Élete
A középiskolát Mostarban végezte, ahol tanára a híres költő, Jovan Dučić volt. Miután 1913-ban elvégezte a bécsi orvosi egyetemet, asszisztensként dolgozott az ottani anatómiai intézetben. Amikor 1917 végén Zágrábban megnyílt az Orvostudományi Kar, ő vette át az anatómiai tanszéket, ahol 1961-ig, nyugdíjazásáig dolgozott. Itt hozta létre az Anatómiai Intézetet, és rendezte be múzeumát, amely egyedülállóan a világon magzati kortól 28 éves korig a szétszedett koponyák legértékesebb oszteológiai gyűjteményét tartalmazza. Gazdagította a horvát anatómiai terminológiát. Az 1925/26-os ciklusban a zágrábi egyetem rektora, majd egy évig rektorhelyettese volt. 1948-tól a Jugoszláv Tudományos és Művészeti Akadémia rendes tagja volt. 1955-től a Szerb Tudományos Akadémia levelező tagjává, 1957-ben a Jugoszláv Akadémia elnökségi tagjává választották. 
Perović nagy aszkéta és nagy műveltségű ember volt. Mivel önmagával szemben is szigorú volt, nem volt sokkal engedékenyebb a környezetével szemben sem. Nem vett részt a politikában. Diákjai szerették és nagyra értékelték, mert teljesen korrekt volt velük. Fő feladatát a leendő orvosok oktatásában látta, és ezt nagyon magas szintre emelte.

## Tudományos munkássága
Tudományos kutatásai különösen a belső fülre, az orrüregre és az orrmelléküregekre terjedtek ki. Fontos felfedezéseket tett ezen testrészek anyagát és fejlődési törvényeit illetően. A szájpadcsont egy igen bonyolult orbitális nyúlványát tanulmányozva bebizonyította, hogy annak alakja bármilyen bonyolult is legyen, az embrionális primitív orrporcon alapszik. Leírta az orrkagyló addig ismeretlen elülső részét. Ő volt az első, aki leírta a felső állkapocs addig ismeretlen nyúlványát, amely a homlokcsontig ér. Az orrüreggel kapcsolatos kutatásairól kell kiemelni, hogy ezekben a vizsgálatokban bebizonyította, hogy a hiátus nem az, amilyennek az anatómiai atlaszokban ábrázolják, hanem alakját négy él és három mező határozza meg. Az orrüreg és a garat közötti határvonal ábrázolásán az általa felfedezett a gerincet crista choanalisnak nevezte el. Ezzel kapcsolatban felfedezte, hogy az ekecsont hátsó felső részén van egy különösen fontos ék alakú képződmény, amelynek az a feladata, hogy a belégzés során mindkét orrüregből nyugodtan bejusson levegőt a garatba. Ezt a részt pars cuneiformis vomerisnek nevezte el. A choanalis gerincen olyan képződményeket fedezett fel, amelyeknek az a feladata, hogy oldalfelületeiket a légáramhoz igazítsák. Ezeknek a formationes adatations aerodynamycae nevet adta. Perović az orvosi kérdések mellett a bosnyák nyelv, és különösen a jugoszláv orvosi terminológia problémáival is foglalkozott, így sok értékes munkája volt.

## Emlékezete
Zágrábban lépcsősor viseli a nevét.